# Edition C (Verlagskooperation)
Edition C war Marke und Ausdruck einer verlagsübergreifenden Kooperation im christlichen Buchmarkt, die seit Ende der 1970er Jahre bis ins 21. Jahrhundert hinein diverse renommierte evangelische bis evangelikale deutsche Verlage verband, die besonders hochwertige bzw. theologisch einigende Veröffentlichungen innerhalb der Reihe präsentierten. Im Einzelnen gehörten zur Verlagskooperation die christlichen Publikationshäuser Hänssler in Stuttgart, Brendow in Moers, Francke in Marburg an der Lahn sowie Johannis und VLM in Lahr im Schwarzwald.
Heute ist die Edition auch aufgrund geschäftsstruktureller Umbrüche wie die Fusion mehrerer Verlage ineinander sowie Betriebsaufgabe nicht mehr existent. Ein Klassiker der Reihe jedoch, der mehrbändige Bibel-Kommentar von Gerhard Maier, wurde in seiner Neuauflage im Mai 2007 vom SCM-Verlag zu Ehren der langjährigen Marke als Edition C betitelt.